# 加瀬台古墳群
加瀬台古墳群（かせだいこふんぐん）または加瀬山古墳群（かせやまこふんぐん）・夢見ヶ崎古墳群（ゆめみがさきこふんぐん）は、神奈川県川崎市幸区南加瀬・北加瀬にある古墳群。川崎市内最大級の前方後円墳だった白山古墳を含み、4世紀後半から7世紀後半にかけて造営されたと考えられている。

## 位置と概要

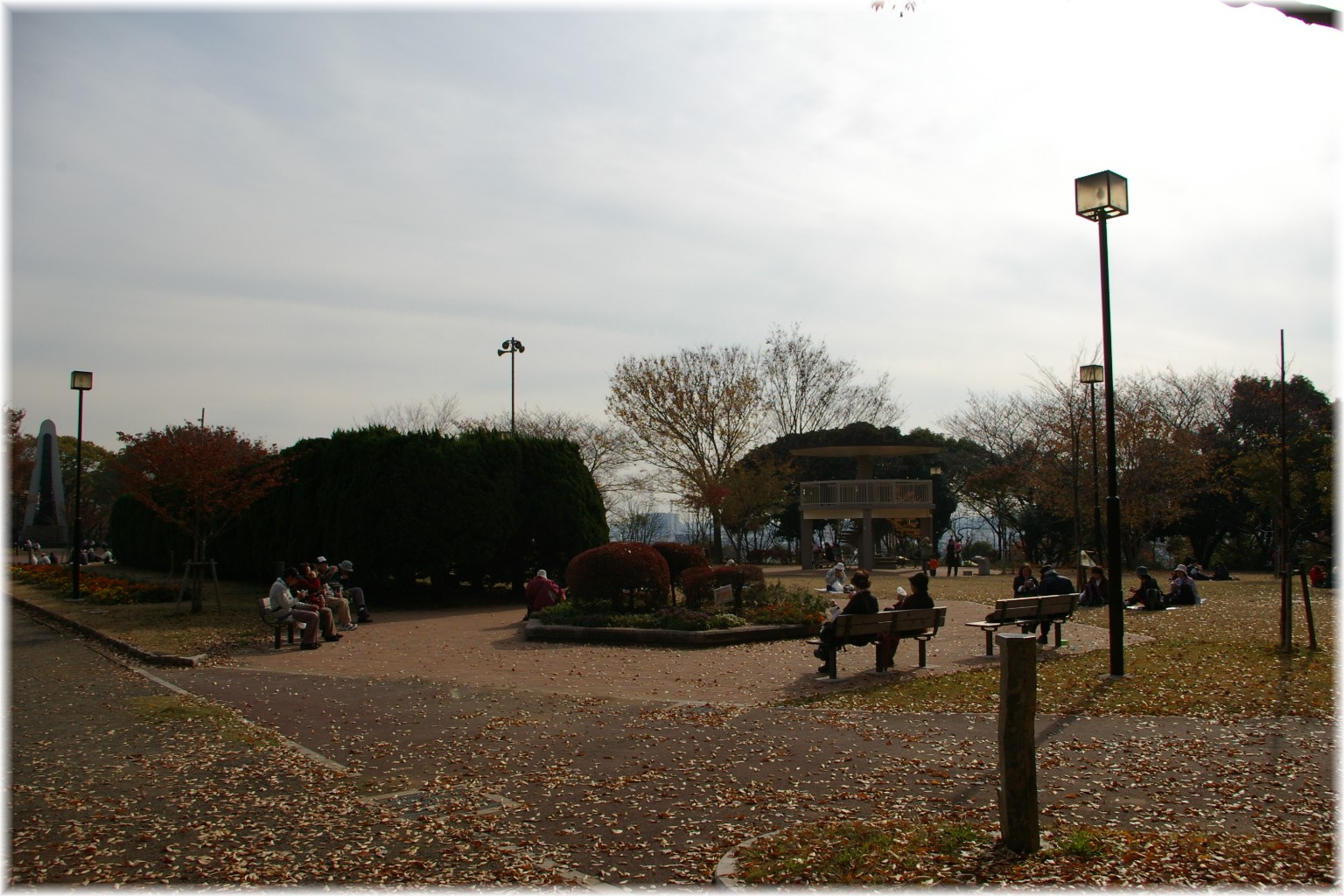
公園内では石柱で白山古墳の大きさを再現している

加瀬台古墳群は、平野部に独立した「加瀬山（加瀬台、夢見ヶ崎）」という標高30メートルほどの細長い台地上にある。本来11基の古墳（または古墳と思われる塚）が存在したが、そのうちいくつかは開発などにより破壊された。現在の加瀬山は夢見ヶ崎動物公園になっているが、園内に7基が残る。加瀬山は古墳のほかに南加瀬貝塚も発見されており、歴史豊かな場所であった。
消滅した白山古墳・第六天古墳を含む加瀬台古墳群の、矢上川を挟んだ西側（行政区は横浜市港北区）には、「矢上台」と「日吉台」と呼ばれる台地が続いている。矢上・日吉両台地上には、観音松古墳・浅間山古墳・日吉矢上古墳（消滅）のほか、日吉台1号墳-5号墳（一部現存）などの多数の古墳が分布しており「日吉台古墳群」と呼ばれている。加瀬台古墳群と日吉台古墳群とは、距離だけでなく築造年代も同時期的であることから、一体と見なされて「日吉・加瀬古墳群」と総称されることがある。

## 構成
- 1号墳：消滅。台地の東端にあった。
- 2号墳：円墳?。
- 3号墳：7世紀後半。台地の南斜面に築かれて明確な墳丘を持たないが、複室構造の胴張り横穴式石室がある。1951年（昭和26年）の発掘では木棺の釘や麻織物片・男性人骨片が出土[2]。
- 4号墳（了源寺古墳）：5世紀前半。円墳。了源寺境内にある。1910年（明治43年）に獣身鏡2面と鉄斧が出土。
- 5号墳：消滅。ラマ舎あたりにあった。
- 6号墳：円墳形だが、常滑焼の壺などが出土したので、古墳ではなく中世の経塚と考えられている[5]。上に浅間神社が鎮座する。
- 7号墳：円墳。墳丘上に天照皇大神が鎮座する。
- 8号墳：5世紀中頃。1991年（平成3年）から1994年（平成6年）にかけての発掘で1辺24メートルの方墳と判明[5]。
- 9号墳：6世紀後半。円墳。石室がある[6]。墳丘に太田道灌の碑がある。
- 白山古墳：消滅。4世紀後半頃に築かれた大形前方後円墳。全長87メートル。1937年（昭和12年）に発掘され、三角縁神獣鏡や玉、鉄などが出土した[2]。
- 第六天古墳：消滅。6世紀末-7世紀初頭[7][8]、あるいは7世紀後半に造営されたとされる[2]。円墳。1937年（昭和12年）に発掘され、石室から勾玉や金銅製鈴、11体分の人骨が出土[2]。

## 参考図書
- 川崎市市民ミュージアム 編『加瀬台古墳群の研究1（加瀬台8号墳の発掘調査報告書）』（1996年12月10日発行）
- 川崎市市民ミュージアム 編『加瀬台古墳群の研究2（加瀬台9号墳の発掘調査報告書）』（1997年9月30日発行）

- 神奈川県考古学会 編『第5回考古学講座-神奈川の古墳-』神奈川県考古学会、1998年2月22日。doi:10.24484/sitereports.19108。
  - 浜田, 晋介「川崎の古墳」『第5回考古学講座-神奈川の古墳-』神奈川県考古学会、1998年2月22日、7-12頁。doi:10.24484/sitereports.19108。

- 横浜市歴史博物館「加瀬白山古墳」『横浜の古墳と副葬品』公益財団法人横浜市ふるさと歴史財団埋蔵文化財センター、2001年1月27日、9頁。 NCID BA52381705。

- 川崎市市民ミュージアム「第六天古墳」『古墳の出現とその展開』川崎市市民ミュージアム〈「弥生・古墳・飛鳥を考える」展〉、2006年4月29日、90頁。 NCID BA77260278。